# Coactus feci
coactus feci (Latin, röv. c. f.) azt jelenti, hogy "kényszer hatása alatt tettem" és jellemzően az aláírásokhoz kapcsolódó kiegészítésként funkcionál annak jelzésére, hogy az adott szöveget az aláíró kényszer hatására mondta, vagy ismerte el, mint sajátját. Példa a közelmúltbeli használatára az egykori hercegprímás, magyar bíboros, Mindszenty József 1948-ban, a kínzása alatt tett vallomásán az aláírás.